# Zinovy Petrovich Rozhestvensky
Zinovy Petrovich Rozhestvensky (Рожественский), sinh ngày 11 tháng 11 năm 1848 mất ngày 14 tháng 1 năm 1909, là một đô đốc hải quân Đế quốc Nga.
Đô đốc Rozhesvensky chọn tàu Knyaz Suvorov, một trong bốn tàu chiến thế hệ mới lớp Borodino do Pháp thiết kế, làm soái hạm của mình cho các chuyến đi tới Thái Bình Dương.

### Sách
- Corbett, Sir Julian. "Maritime Operations In The Russo-Japanese War 1904-1905." (1994) Originally classified (unavailable to the public), and in two volumnes. ISBN 1-557-50129-7.
- Forczyk, Robert. Russian Battleship vs Japanese Battleship, Yellow Sea 1904-05. (2009), Osprey; ISBN 978-1-84603-330-8.
- Grant, R., Captain, D.S.O. BEFORE PORT ARTHUR IN A DESTROYER; The Personal Diary of a Japanese Naval Officer. (1907). London, John Murray, Albemarle St. W.
- Hough, Richard, A. "The Fleet That Had To Die." New York, Ballantine Books. (1960).
- Mahan, Alfred Thayer. Reflections, Historic and Other, Suggested by the Battle of the Japan Sea. By Captain A. T. Mahan, U.S. Navy. US Naval Proceedings magazine, June 1906; Volume XXXVI, No. 2. US Naval Institute.
- Novikoff-Priboy, A. TSUSHIMA. (1936) London: George Allen & Unwin Ltd.
- Pleshakov, Constantine. THE TSAR's LAST ARMADA: Epic Voyage to the Battle of Tsushima. (2002). ISBN 10 0465 0579 26.
- Seager, Robert. "Alfred Thayer Mahan: The Man And His Letters." (1977) ISBN 0-8702-1359-8.
- Semenoff, Vladimir, Capt. RASPLATA (The Reckoning). (1910). London: John Murray.
- Semenoff, Vladimir, Capt. THE BATTLE OF TSUSHIMA. (1912). NY E.P. Dutton & Co.
- Tomitch, V. M. "Warships of the Imperial Russian Navy." Volumne 1, Battleships. (1968).
- Warner, Denis and Peggy. "THE TIDE AT SUNRISE, A History of the Russo-Japanese War 1904-1905." (1975). ISBN 0-7146-5256-3